# 松山市立三津浜中学校
松山市立三津浜中学校（まつやましりつみつはまちゅうがっこう）は、愛媛県松山市にある公立中学校。

## 概要
サッカー部が強豪として知られている。

## 沿革
- 1947年4月5日 - 松山市立三津浜中学校創立。
- 1948年5月24日 - 校章、校歌制定。
- 1962年9月15日 - 西校舎落成。
- 1966年2月28日 - 運動場拡張工事完工。
- 1966年6月15日 - 「立志」の碑建立。
- 1978年3月27日 - 南校舎落成。
- 1982年7月14日 - 校旗新調。
- 1985年4月4日 - 相撲場完成。
- 1985年5月25日 - プール、体育館、本館、武道場落成式。
- 1986年3月17日 - 校訓碑建立。
- 1987年8月27日 - 西校舎改装工事完工。
- 1988年3月13日 - 同窓会設立。
- 1988年3月17日 - 「思いやり」の碑建立。
- 1992年9月20日 - コンピュータ室、図書室完成。
- 1997年12月15日 - 南校舎大規模改修工事完工。
- 2010年9月6日 - 西校舎耐震補強工事完工。

## 教育方針
自律・共創の心を持ち、力強く生きる三津中生の育成を目指す。

## 学校行事
| - 4月 - 新任式、始業式、入学式、修学旅行（3年） - 5月 - 大洲宿泊研修（1年）、三津浜クリーン活動 - 7月 - 生徒会役員選挙、終業式 | - 9月 - 始業式、職場体験学習（2年）、三津浜めぐり（1年） - 10月 - 体育大会、合唱コンクール - 11月 - 文化祭、連合音楽会（3年） | - 12月 - 生徒会役員選挙・立会演説会、終業式 - 1月 - 始業式 - 2月 - 少年式（2年） - 3月 - 卒業証書授与式、終業式、離任式 |

## 部活動

### 運動部
| - バスケットボール男子 - バスケットボール女子 - ソフトテニス男子 - ソフトテニス女子 | - バレーボール女子 - サッカー - 卓球男子 - 卓球女子 | - 陸上競技 - 柔道 - 剣道 - 野球 - 水泳 |

### 文化部
| - 吹奏楽 | - 園芸 | - 美術 | - 水軍太鼓 |

## 通学区域
- 松山市
  - 会津町、青葉台、内浜町、梅田町、神田町、桜ケ丘、須賀町、住吉1〜2丁目、高山町、辰巳町、中須賀1〜3丁目、祓川1〜2丁目、春美町、東山町、ひばりケ丘、古三津町、古三津1〜3丁目、古三津4丁目（一部）、古三津5丁目（一部）、古三津6丁目、松江町、三杉町、三津1〜3丁目、三津ふ頭、みどりヶ丘、明神丘、元町、山西町（一部）、吉野町、若葉町

## 進学前小学校
- 松山市立三津浜小学校
- 松山市立宮前小学校
- 松山市立みどり小学校

## 通学区域内の主な施設
- 松山西郵便局
- 松山市立三津浜小学校
- 三津浜港
- 松山市立宮前小学校
- 三津厳島神社
- 松山西警察署
- 松山西消防署
- JR三津浜駅
- 伊予鉄三津駅
- 伊予鉄山西駅
- 松山市立みどり小学校

## 交通
- 伊予鉄道高浜線山西駅から北西へ500m。
- 伊予鉄バス電車連絡三津ループ線松江橋にて下車。

## 関係者

### 出身者
- 長榮周作（パナソニック株式会社特別顧問、1965年に卒業）
- 江刺伯洋（南海放送（日本テレビ系列）アナウンサー、1986年に卒業）
- 楠原千秋（プロビーチバレー選手、1991年に卒業）
- 田丸雅智（ショートショート作家、2003年に卒業）
- 井上翔太（プロサッカー選手、2005年に卒業）
- 松下佳貴（プロサッカー選手、2009年に卒業）
- 鶴岡来雪（柔道選手、2010年に卒業）